# 川普勒14
川普勒14（Tr 14）是一個直徑6光年（1.8秒差距），位於船底座星雲內，距離地球大約8,980光年（2,753秒差距）的一個疏散星團 。它與附近的川普勒16都是船底座星雲中最大的船底座OB1星協的主要成員，但是川普勒14的質量沒有川普勒16那麼大。
在川普勒14中，已經發現的恆星大約有2000顆，估計這個星團的總質量大約是4,300 M☉。

## 年齡
它是已知最年輕的星團之一，估計年齡在30萬至50萬年之間
。相較之下，巨大的超星團R136的年齡在100萬至200萬年之間，著名的昴宿星團年齡大約事1.15億年。

## 成員
由於位於船底座星雲的內側，川普勒14目前正在進行大規模的恆星生成。因此，星團展示了許多晚O型到早A型光譜類型的恆星，這些恆星都很巨大（至少10倍的太陽質量），因此壽命都很短（不超過3,300萬年），表面溫度則超過20000 K。最亮的成員HD 93129，是由3顆恆星組成的三合星系統。它還包括一顆光譜類型為O3.5((fc))z，非常熱和年輕的主序星HD 93128。

## 未來
幾百萬年後，隨著恆星的死亡和消逝，它將觸發富含金屬的恆星形成，並且在數億年後，川普勒14可能也會消散。

## 圖集

船底座OB1星協的圖像。川普勒14市中心右上角的巨大星團。
使用安裝在ESO甚大望遠鏡的多聯體自適應光學演示器（MAD），基於K和H濾鏡組合成像的川普勒14（視野寬度約2弧分）。

## 外部連結
- 维基共享资源上的相關多媒體資源：川普勒14